# Wilhelm Lindenschmit den ældre
 For alternative betydninger, se Wilhelm Lindenschmit. (Se også artikler, som begynder med Wilhelm Lindenschmit)

Wilhelm Lindenschmit den Ældre (født 9. marts 1806 i Mainz, død 12. marts 1848 i München) var en tysk historiemaler, bror til Ludwig Lindenschmit den ældre, far til Wilhelm Lindenschmit den yngre.
Lindenschmit, uddannet på Münchens og Wiens akademier, tilhører det Corneliuske historiemaleri; delvis under og sammen med Cornelius udførte han i München flere historiemalerier for Hofgartens arkader, andre fresker i det gamle Pinakoteks loggia og freskerne med motiver fra Schillers værker for Münchens Königsbau (sammen med Foltz). Slottet Landsberg udsmykkede han med fresker fra den sachsiske historie; andre fresker findes i Hohenschwangau med flere steder.